# Palazzo De Mari (Genova)
Il palazzo De Mari è un edificio storico italiano, collocato in via Luccoli 26 e piazza Luccoli 2, nel centro storico di Genova. È uno dei Palazzi dei Rolli designati, al tempo della Repubblica di Genova, a ospitare gli ospiti di alto rango per conto del governo, durante le visite di stato.

## Storia
A metà della strada di Luccoli, tra Soziglia e Piazza delle Fontane Marose, si allarga la cinquecentesca piazza dei De Mari (poi piazza Luccoli), loggia dell'Albergo nobiliare; su di essa si affaccia il palazzo, presente due volte nei rolli di Genova ai bussoli più modesti a nome di Ansaldo De Mari e fratelli.
I De Mari, che annoverano tra i loro personaggi il celebre Ansaldo "ingegnere" e progettista del Molo Nuovo di Genova nel Seicento, sono qui insediati nel XV secolo e nell'estimo del 1798 dispongono di una "stanza" curiosamente destinata a "quartiere dei soldati".
Dell'antico palazzo è scorgono solo alcuni tratti, nelle moderne e solide volumetrie esterne. Rifusioni e accorpamenti hanno infatti generato un edificio dalle dimensioni ragguardevoli che si affaccia sul mercato di Soziglia e su Luccoli, mentre racchiude uno scalone cinquecentesco e un corpo edilizio in cemento armato.
Il portale d'accesso principale sulla piazza, con due corpi scala distinti e un'altra entrata su via Luccoli al civico 28, sottolinea la doppia identità dell'edificio che l'estimo del 1798 distingue e divide tra le famiglie degli Imperiale Cambiaso e Domenico Spinola.

## Descrizione
Il portale principale su via Luccoli, il marmo, a paraste di ordine ionico, dà accesso a un atrio da cui si diparte lo scalone monumentale, che presenta un rivestimento in Azulejos policrome (o Laggioni in genovese) tra i meglio conservati a Genova.
Al primo piano si conservano due volte affrescate nel Settecento, in stato di conservazione non ottimale.
Nella volta più ampia, è raffigurata al centro una rappresentazione allegorica del Carro della Purezza, trascinato da unicorni e affiancato da voli di putti.

## Galleria d'immagini

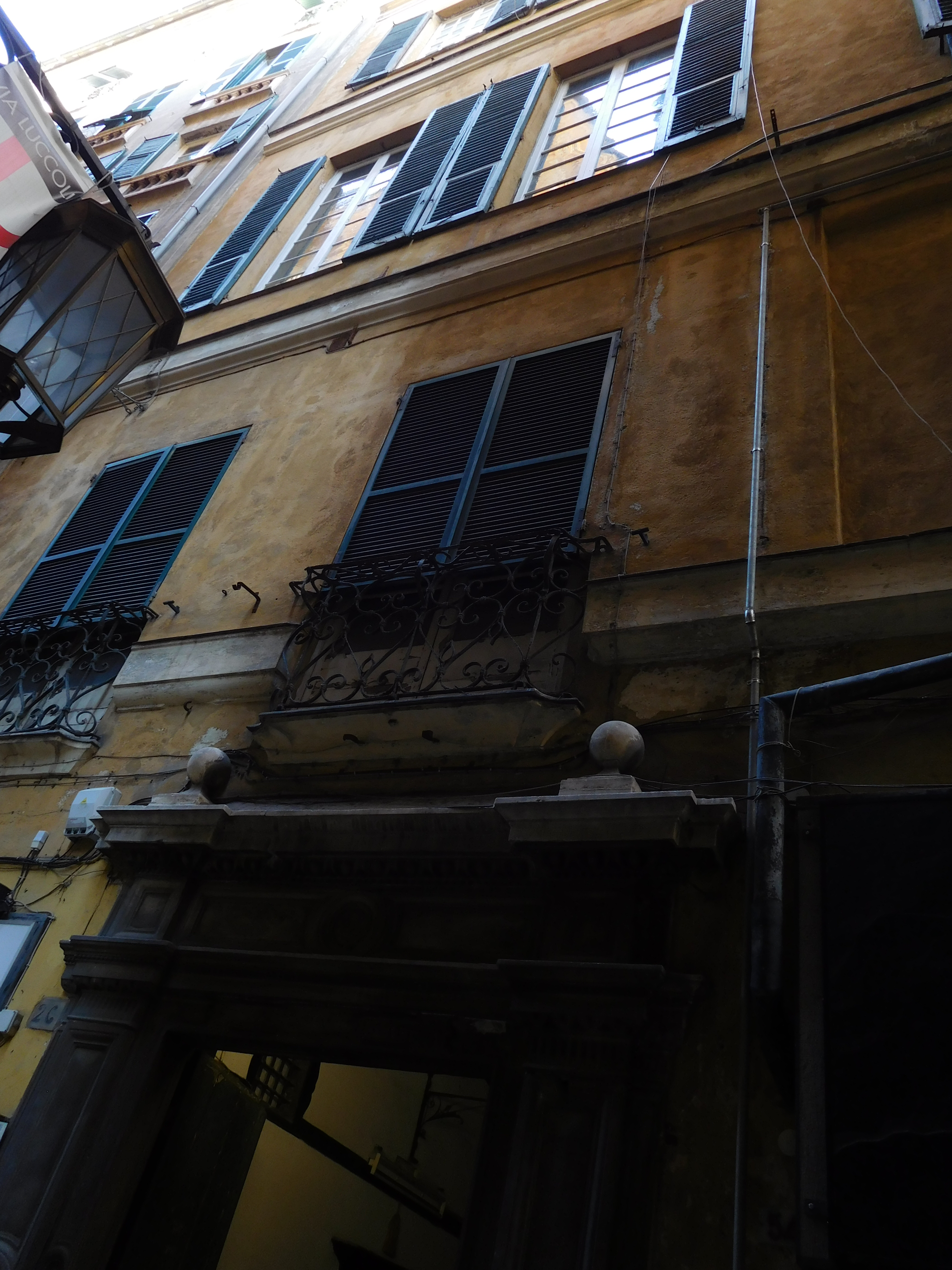
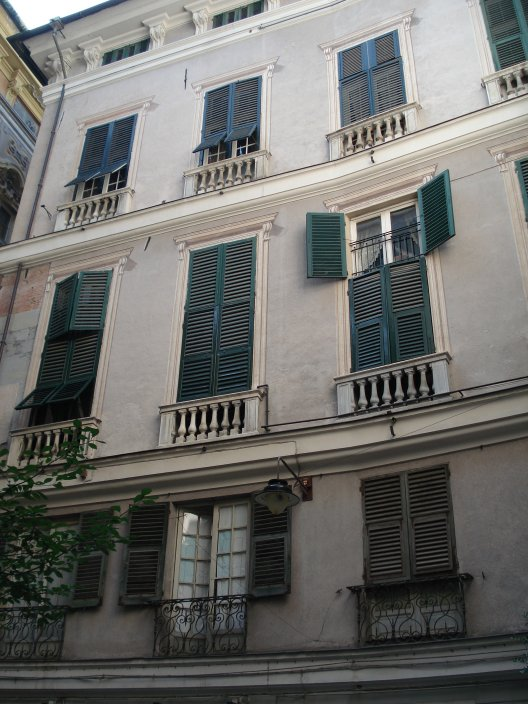
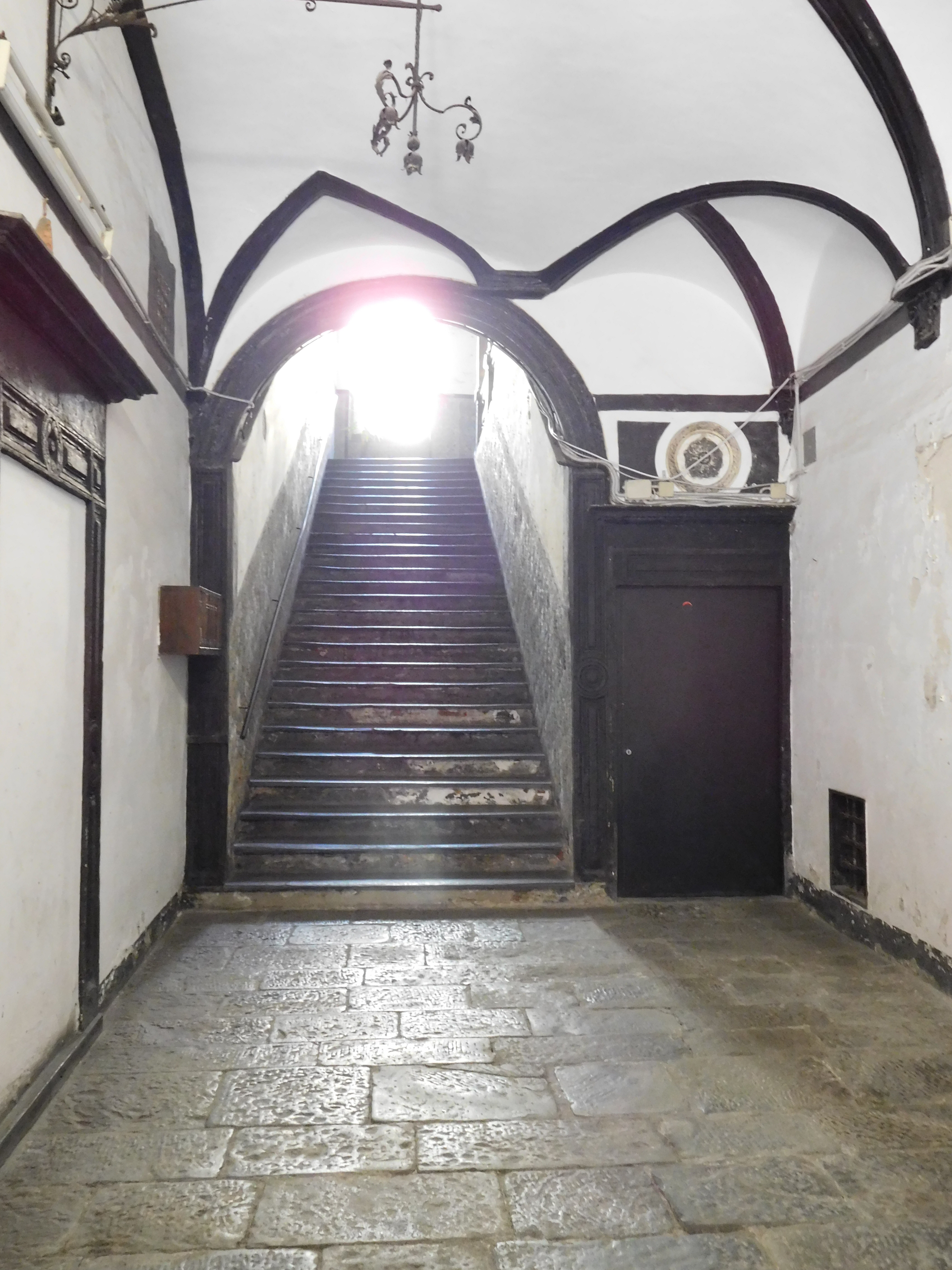
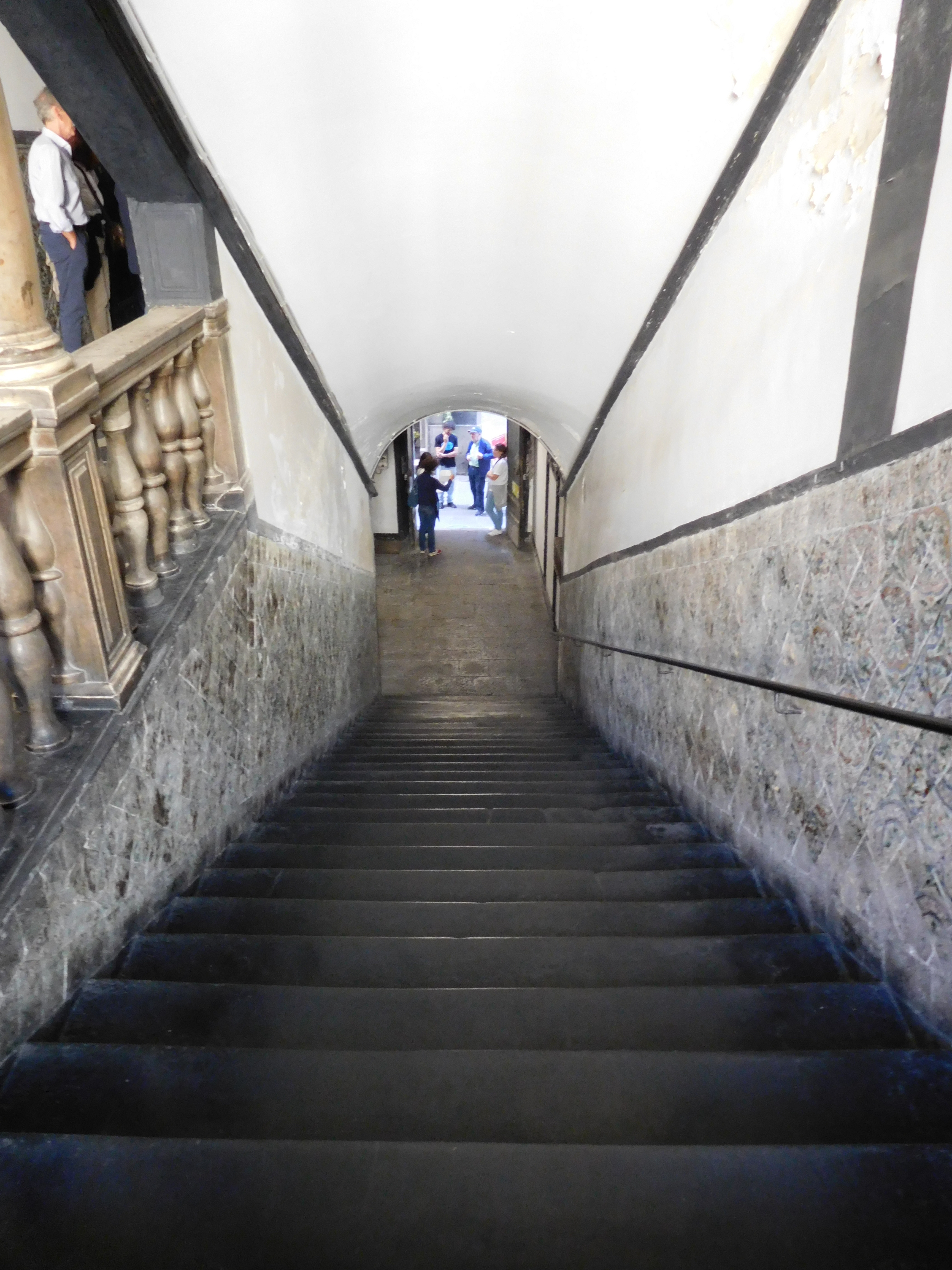
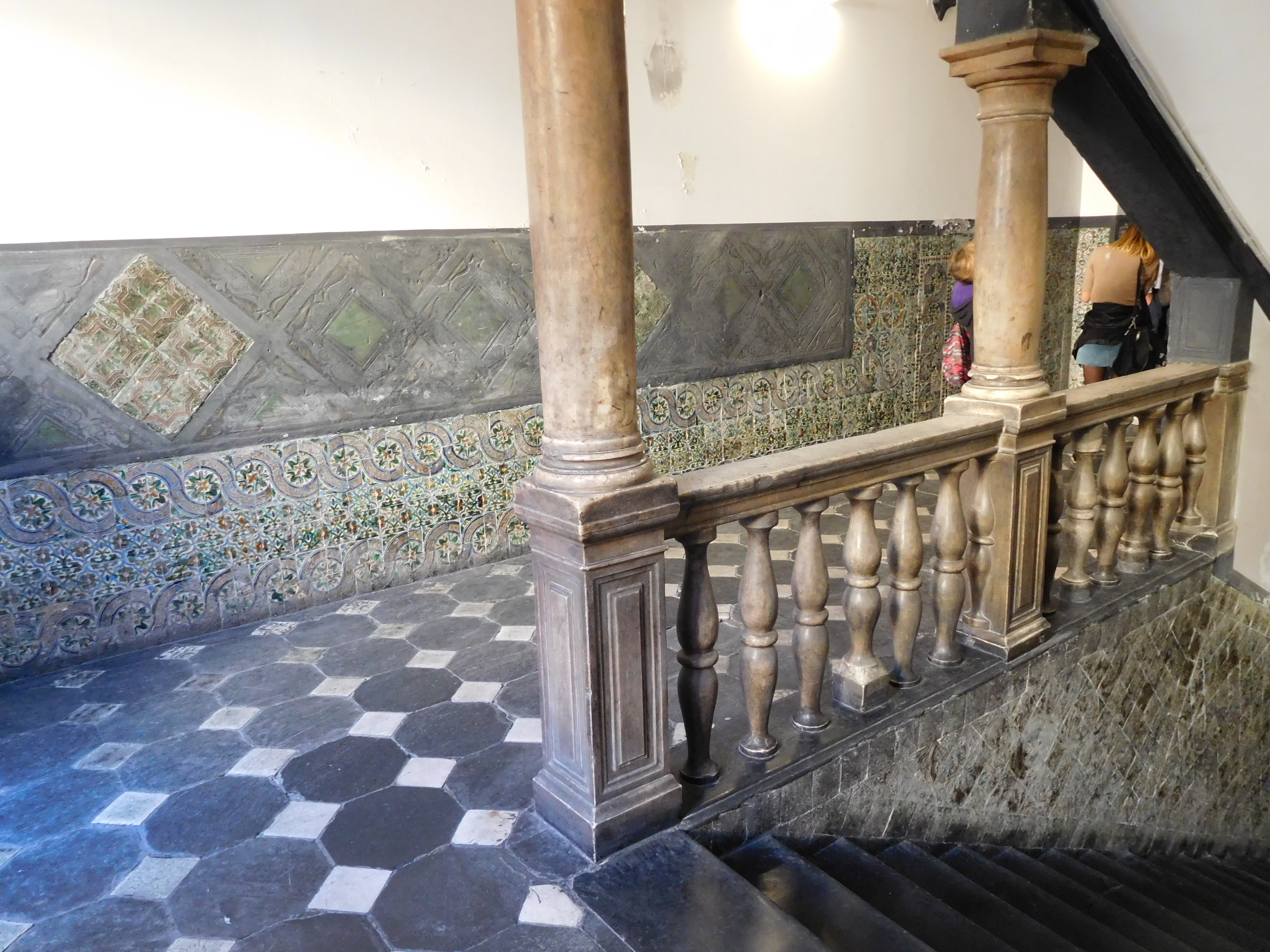
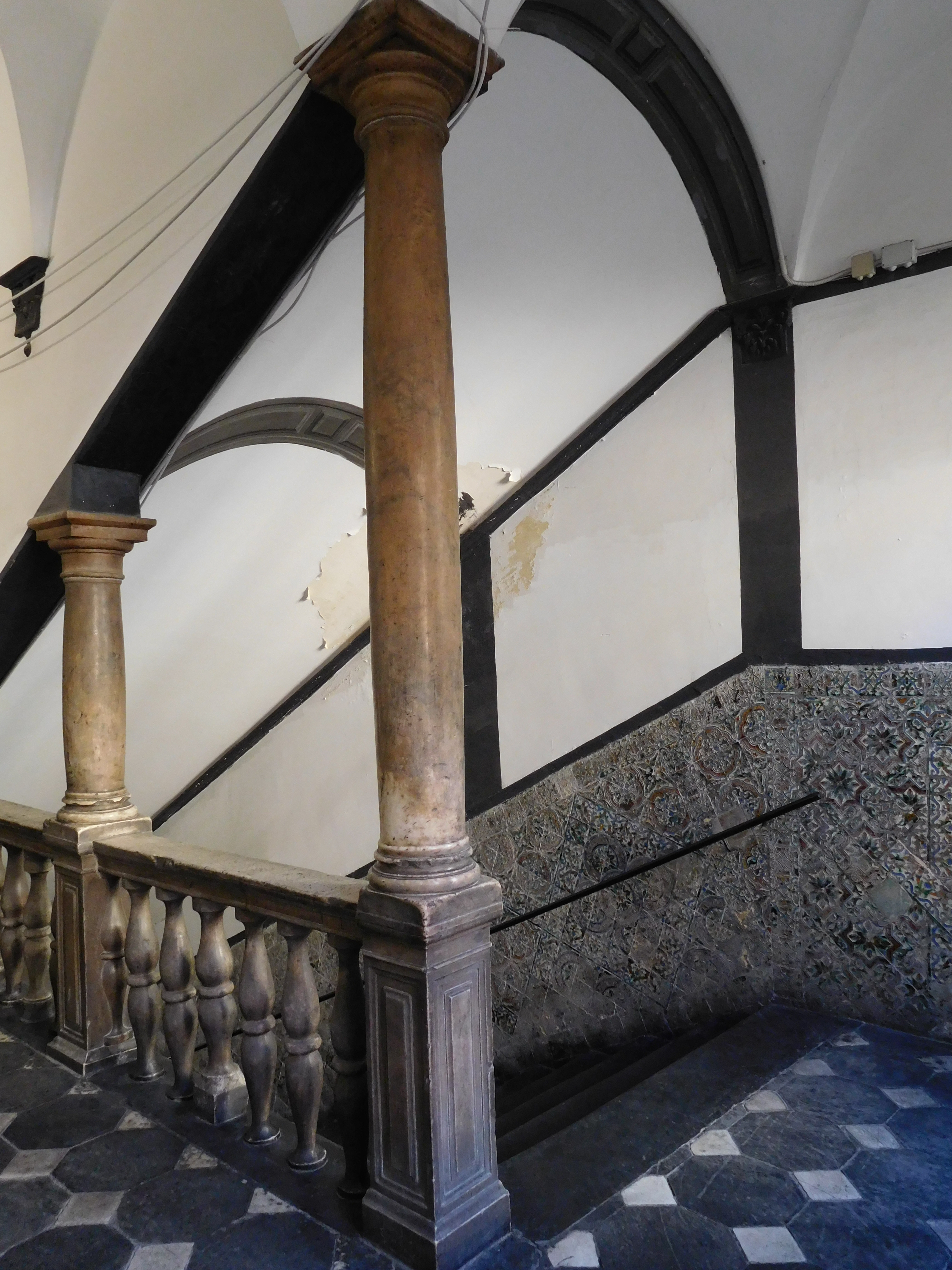
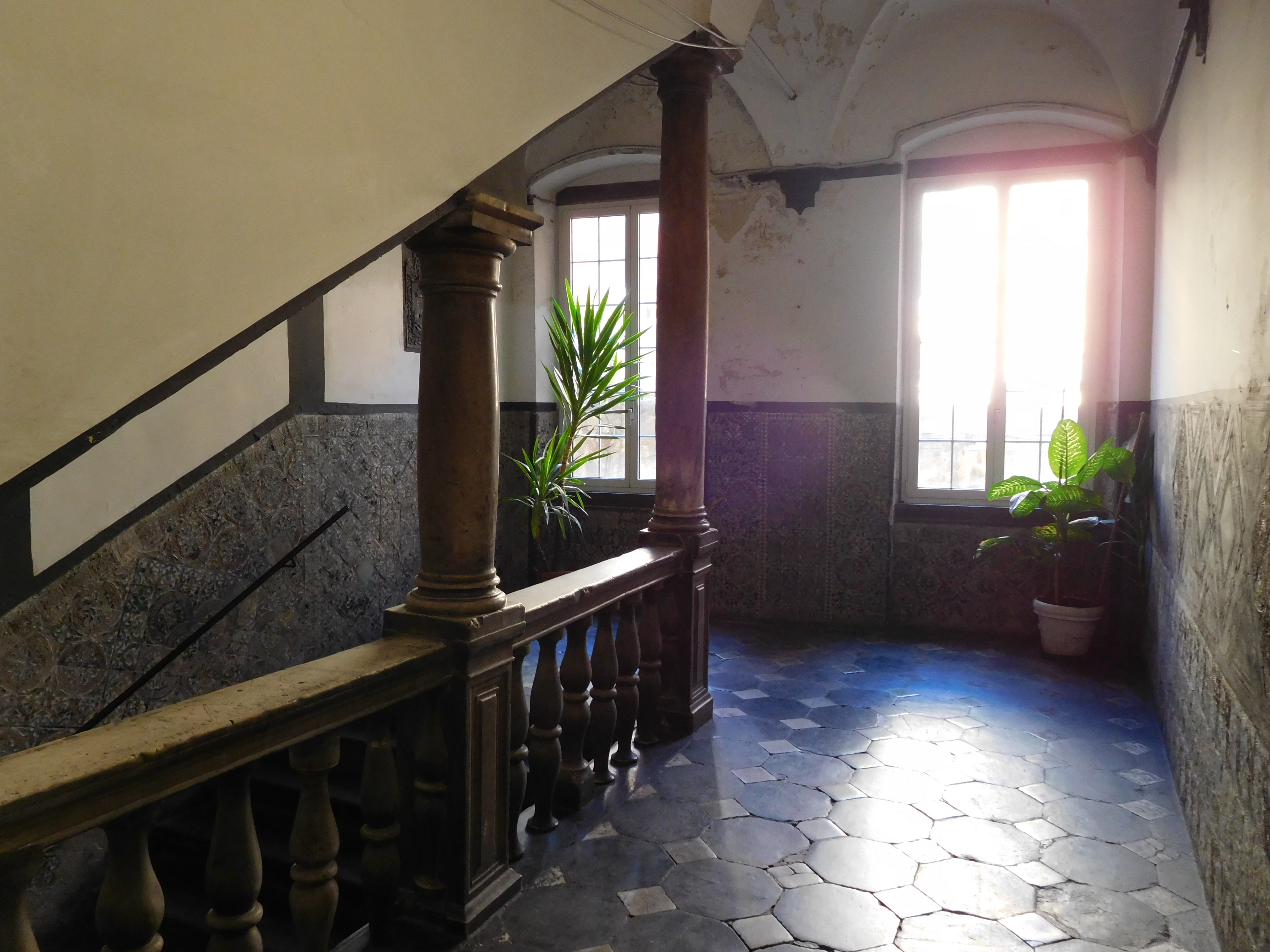
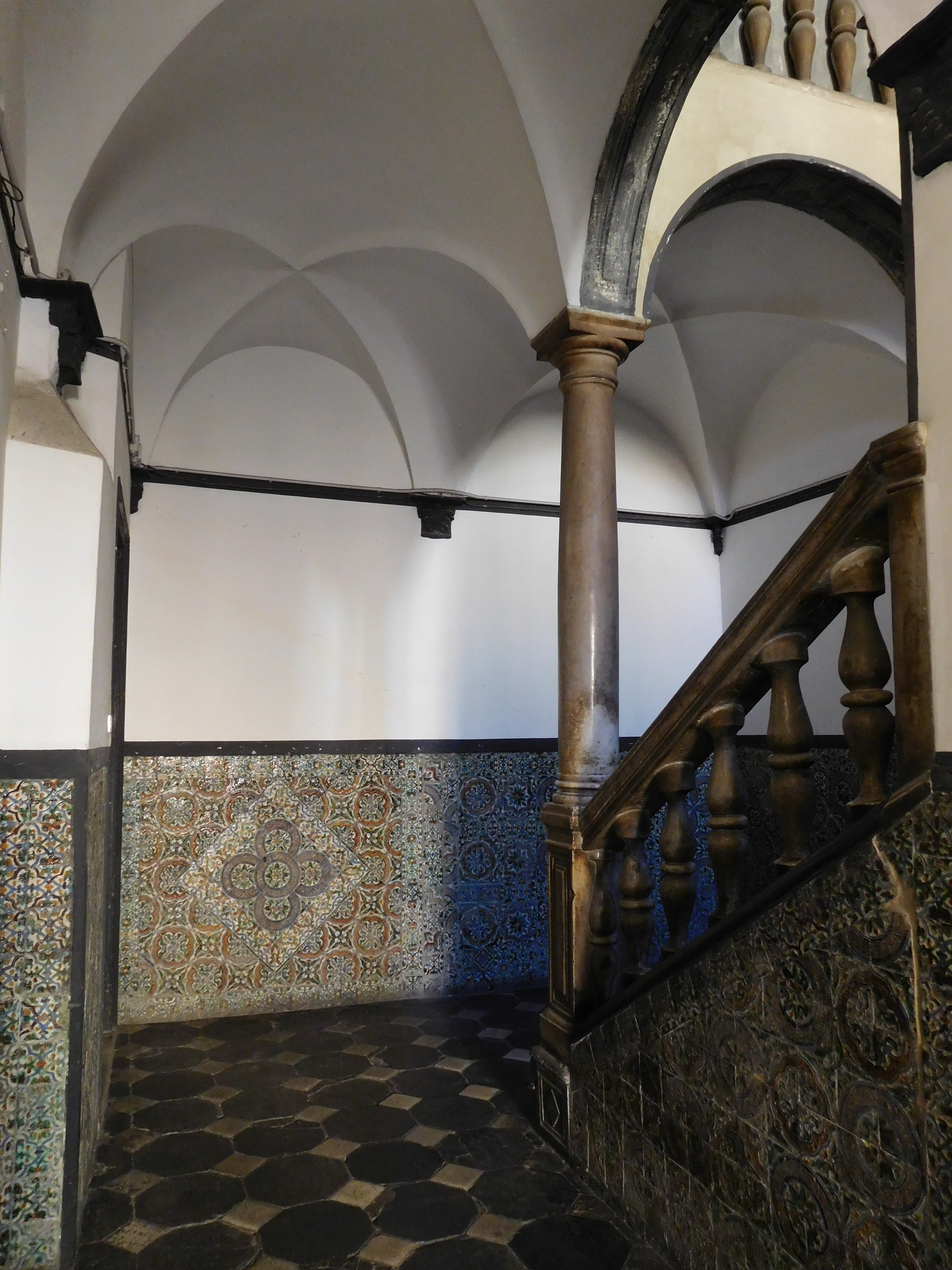
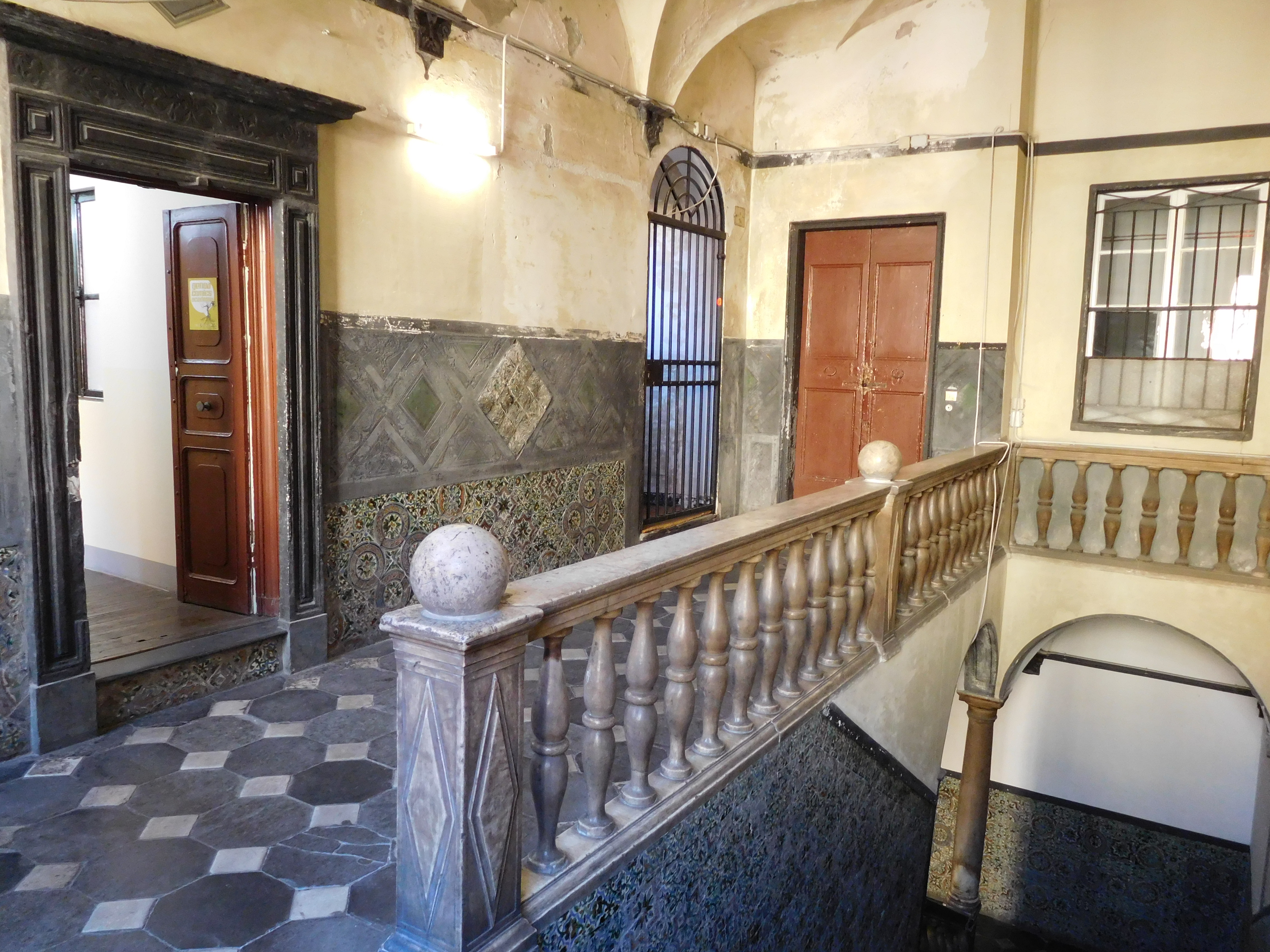
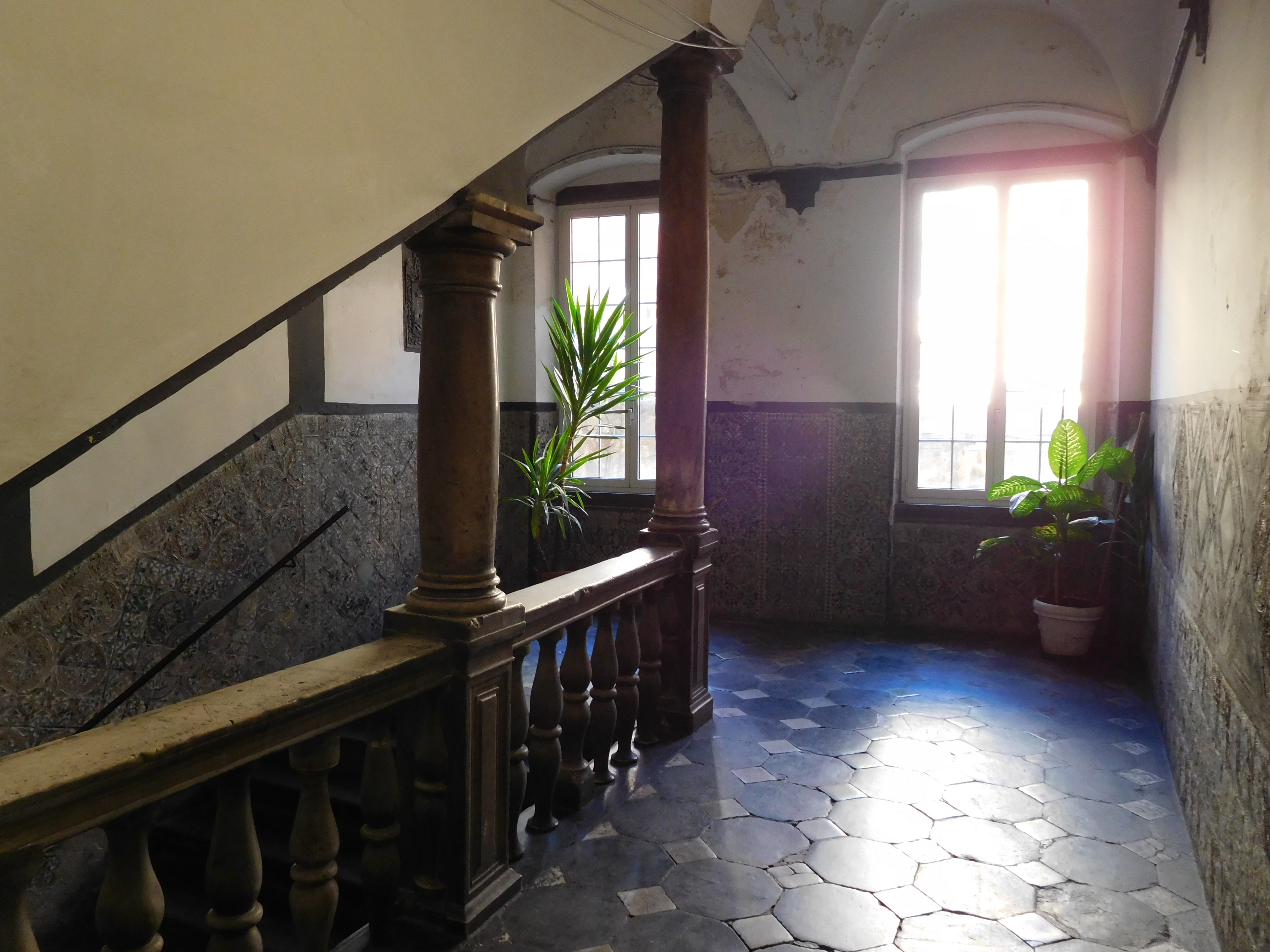
Scalone monumentale rivestito in Azulejos
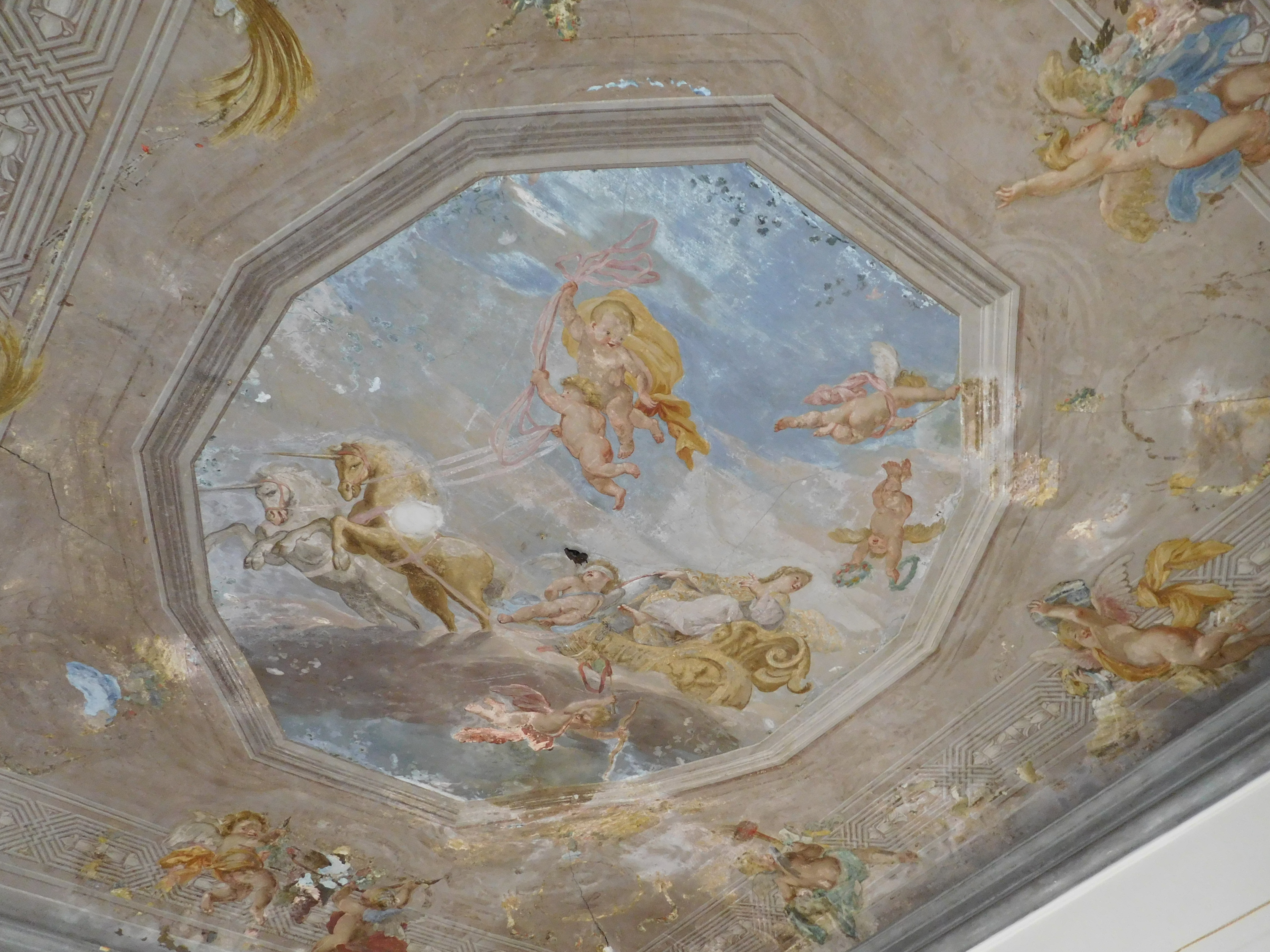
Volta affrescata nel XVIII secolo
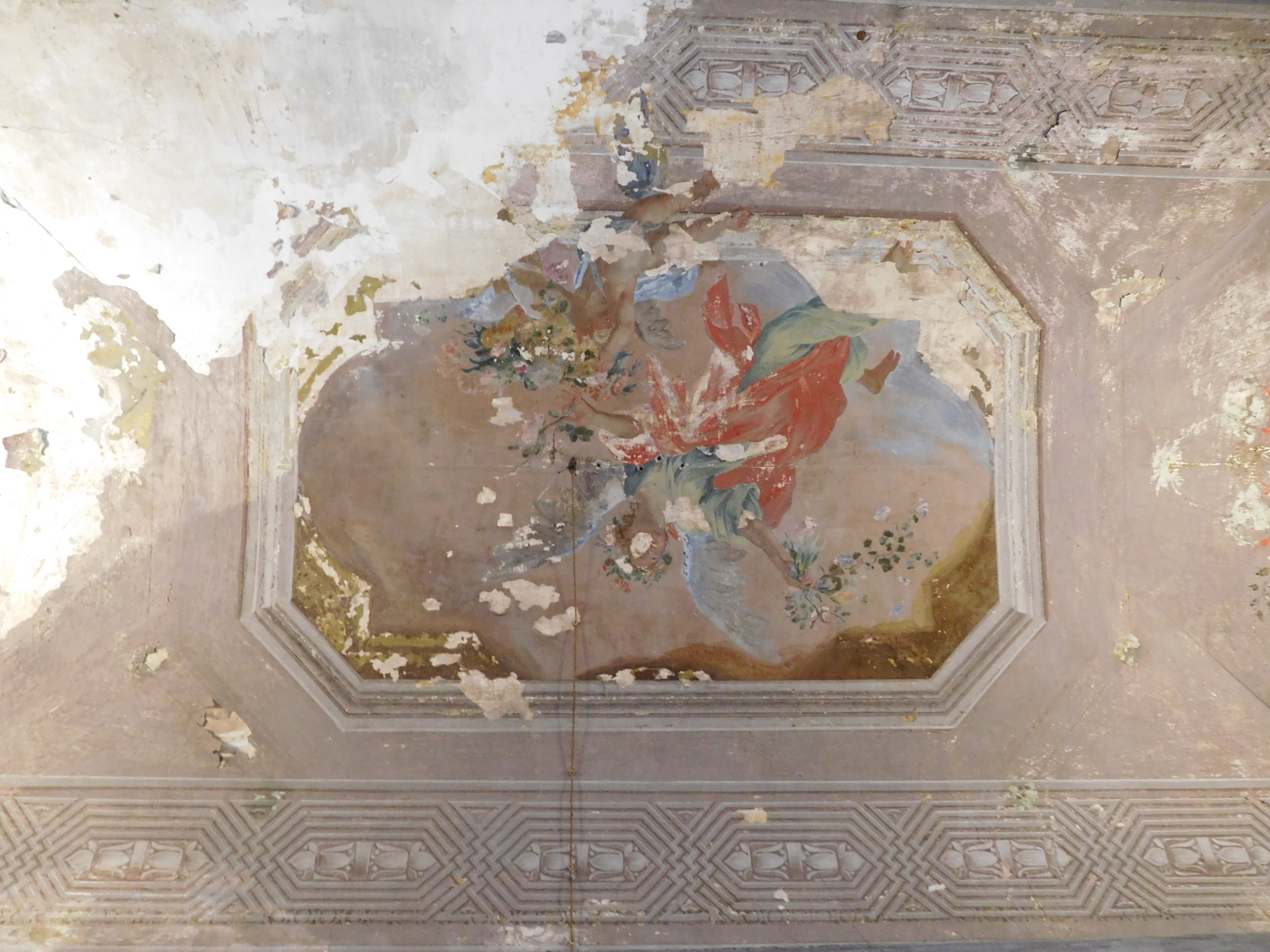